# Caelifera
Los caelíferos o en latín Caelifera son un suborden  del orden Orthoptera, comúnmente conocidos como saltamontes, chapulines, langostas, charates, burras o sanagustines. Se diferencian del otro suborden de ortópteros (Ensifera) porque las antenas son cortas y tienen casi siempre menos de 30 artejos. Se estima que la separación de los dos subórdenes se produjo en el límite Pérmico-Triásico. Se trata de insectos herbívoros, algunos de los cuales son graves plagas para la agricultura.

## Características

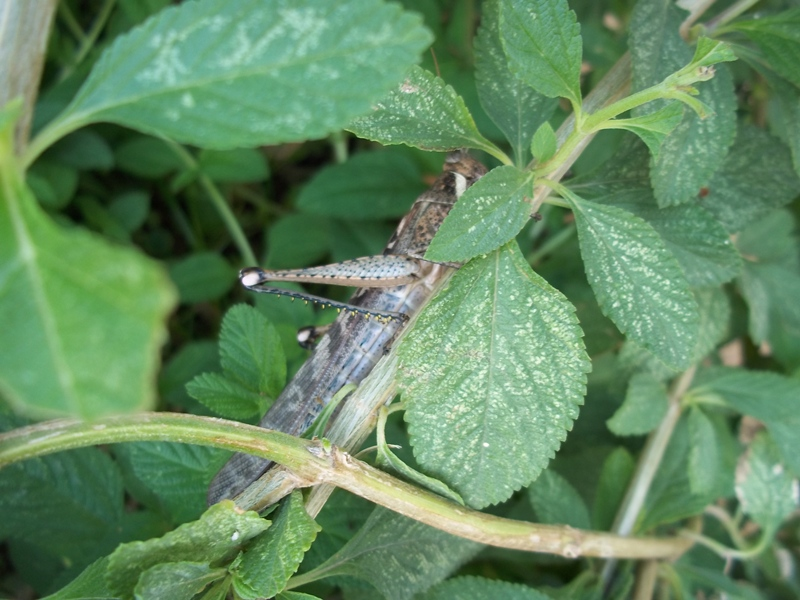
Un saltamontes en ramas de toronjil.

Las patas traseras son típicamente largas y fuertes, apropiadas para saltar. Tienen dos pares de alas, solo las traseras son membranosas y les permiten volar, mientras que las delanteras son coriáceas y no son útiles en el vuelo. Las hembras son de mayor tamaño que los machos.
La longitud del cuerpo de los animales es de entre 7 y 75 mm, la especie Tropidacris cristata puede medir hasta 120 mm de largo y alcanzar una envergadura máxima de 230 mm. Casi todos los insectos de percepción corta son herbívoros y se alimentan principalmente de pastos y hierbas. Los pequeños insectos espinosos (Tetrigoidea) se han especializado en gran medida en algas, musgos y microorganismos.
Al igual que los representantes de los insectos de Ensifera, los Caelifera tienen una transformación muy notable de sus patas traseras en patas saltarinas. Otras características de los Caelifera son las antenas cortas que les dan su nombre, que, a diferencia de las de los Ensifera, constan de un máximo de 30 extremidades y, a veces, están engrosadas como una maza. Los animales tienen ojos compuestos y aparatos bucales para masticar y morder. En particular, el primer segmento torácico está fuertemente desarrollado. Las alas anteriores de los animales son estrechas y endurecidas y cubren las alas traseras más grandes cuando están en reposo. Las alas traseras pueden ser sorprendentemente azules o rojas en algunas especies, como los saltamontes estériles. Para la puesta de huevos, que a menudo se entierra en el suelo, el abdomen de la hembra se puede alargar telescópicamente y está equipado con dos pares de fuertes espinas genitales (válvulas ovipositoras). Los órganos auditivos del susto de rasgos cortos se encuentran a los lados del primer segmento abdominal.
Algunas especies producen ruidos audibles, usualmente frotando los fémures contra las alas o el abdomen o con el golpeteo de las alas en el vuelo. Si cuentan con órganos de audición, este se encuentra en los costados del primer segmento abdominal.
Los ortópteros cuyas antenas son tan largas o más que su propio cuerpo son en realidad miembros de otro suborden Ensifera, de los que se diferencian también por la estructura del ovipositor, así como la localización del órgano auditivo y la forma en que producen los sonidos característicos.
Tienen piezas bucales masticadoras, chupadoras o lamedoras.
Tienen un par de antenas y un par de ojos compuestos y hasta tres ojos simples u ocelos.

### Reproducción
Los huevos se colocan generalmente en una sustancia espumosa que los protege durante la incubación. Típicamente el número de huevos que pone una hembra ronda entre los 1000 y 10 000.

### Circulación y respiración
Los caelíferos toman el aire a través de los espiráculos que se encuentran en los costados del abdomen y el tórax. Estos son las entradas a un sistema traqueal formado por túbulos conocidos como tráqueas y traqueolas, que llevan el aire rico en oxígeno hasta que este difunde a las células del cuerpo y se carga de anhídrido carbónico que será expulsado.

## Migraciones

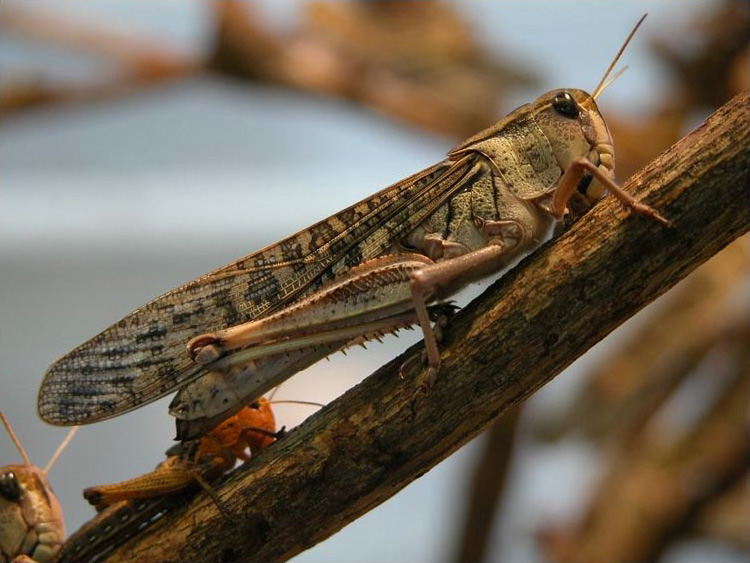
Langosta migratoria

Algunas especies realizan grandes migraciones. Esta circunstancia se da cuando se concentran demasiados individuos en una misma zona. Ante la escasez de alimento, su organismo libera una serie de feromonas que fomentan la movilidad alar para que los individuos puedan desplazarse volando a otros lugares y evitar así la competencia intraespecífica por el alimento. Algunas especies, como Locusta migratoria y Schistocerca gregaria, se desplazan en grandes enjambres diezmando las cosechas.

## Filogenia

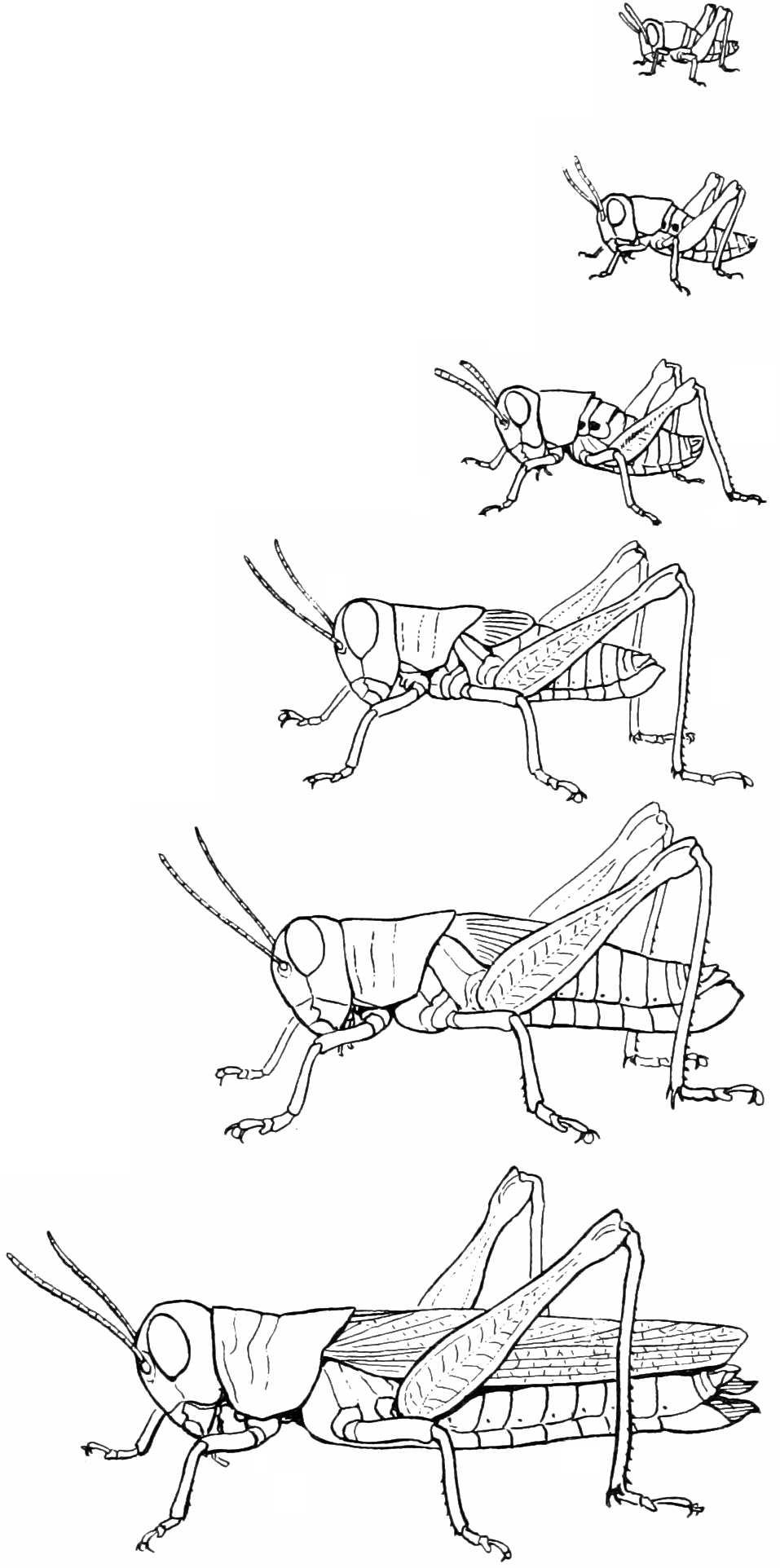
Seis estadios de desarrollo, desde recién nacidos ninfa a adulto con alas. (Melanoplus sanguinipes).

A partir de secuencias genéticas ribosomales, se ha construido la siguiente clasificación filogenética de superfamilias (Flook y Rowell, 1998, Flook et al. 2000):
|  | Pneumoroidea                                                   |
|  |                                                                |
|  | \| \| Pyrgomorphoidea \| \| \| \| \| \| Acridoidea \| \| \| \| |
|  |                                                                |
|  | Pyrgomorphoidea                                                |
|  |                                                                |
|  | Acridoidea                                                     |
|  |                                                                |

|  | Pyrgomorphoidea |
|  |                 |
|  | Acridoidea      |
|  |                 |

|  | Pneumoroidea                                                   |
|  |                                                                |
|  | \| \| Pyrgomorphoidea \| \| \| \| \| \| Acridoidea \| \| \| \| |
|  |                                                                |
|  | Pyrgomorphoidea                                                |
|  |                                                                |
|  | Acridoidea                                                     |
|  |                                                                |

|  | Pyrgomorphoidea |
|  |                 |
|  | Acridoidea      |
|  |                 |

|  | Pneumoroidea                                                   |
|  |                                                                |
|  | \| \| Pyrgomorphoidea \| \| \| \| \| \| Acridoidea \| \| \| \| |
|  |                                                                |
|  | Pyrgomorphoidea                                                |
|  |                                                                |
|  | Acridoidea                                                     |
|  |                                                                |

|  | Pyrgomorphoidea |
|  |                 |
|  | Acridoidea      |
|  |                 |

|  | Pneumoroidea                                                   |
|  |                                                                |
|  | \| \| Pyrgomorphoidea \| \| \| \| \| \| Acridoidea \| \| \| \| |
|  |                                                                |
|  | Pyrgomorphoidea                                                |
|  |                                                                |
|  | Acridoidea                                                     |
|  |                                                                |

|  | Pyrgomorphoidea |
|  |                 |
|  | Acridoidea      |
|  |                 |

|  | Pneumoroidea                                                   |
|  |                                                                |
|  | \| \| Pyrgomorphoidea \| \| \| \| \| \| Acridoidea \| \| \| \| |
|  |                                                                |
|  | Pyrgomorphoidea                                                |
|  |                                                                |
|  | Acridoidea                                                     |
|  |                                                                |

|  | Pyrgomorphoidea |
|  |                 |
|  | Acridoidea      |
|  |                 |

|  | Pneumoroidea                                                   |
|  |                                                                |
|  | \| \| Pyrgomorphoidea \| \| \| \| \| \| Acridoidea \| \| \| \| |
|  |                                                                |
|  | Pyrgomorphoidea                                                |
|  |                                                                |
|  | Acridoidea                                                     |
|  |                                                                |

|  | Pyrgomorphoidea |
|  |                 |
|  | Acridoidea      |
|  |                 |

|  | Pneumoroidea                                                   |
|  |                                                                |
|  | \| \| Pyrgomorphoidea \| \| \| \| \| \| Acridoidea \| \| \| \| |
|  |                                                                |
|  | Pyrgomorphoidea                                                |
|  |                                                                |
|  | Acridoidea                                                     |
|  |                                                                |

|  | Pyrgomorphoidea |
|  |                 |
|  | Acridoidea      |
|  |                 |

|  | Pneumoroidea                                                   |
|  |                                                                |
|  | \| \| Pyrgomorphoidea \| \| \| \| \| \| Acridoidea \| \| \| \| |
|  |                                                                |
|  | Pyrgomorphoidea                                                |
|  |                                                                |
|  | Acridoidea                                                     |
|  |                                                                |

|  | Pyrgomorphoidea |
|  |                 |
|  | Acridoidea      |
|  |                 |

|  | Pneumoroidea                                                   |
|  |                                                                |
|  | \| \| Pyrgomorphoidea \| \| \| \| \| \| Acridoidea \| \| \| \| |
|  |                                                                |
|  | Pyrgomorphoidea                                                |
|  |                                                                |
|  | Acridoidea                                                     |
|  |                                                                |

|  | Pyrgomorphoidea |
|  |                 |
|  | Acridoidea      |
|  |                 |

|  | Pneumoroidea                                                   |
|  |                                                                |
|  | \| \| Pyrgomorphoidea \| \| \| \| \| \| Acridoidea \| \| \| \| |
|  |                                                                |
|  | Pyrgomorphoidea                                                |
|  |                                                                |
|  | Acridoidea                                                     |
|  |                                                                |

|  | Pyrgomorphoidea |
|  |                 |
|  | Acridoidea      |
|  |                 |

|  | Pneumoroidea                                                   |
|  |                                                                |
|  | \| \| Pyrgomorphoidea \| \| \| \| \| \| Acridoidea \| \| \| \| |
|  |                                                                |
|  | Pyrgomorphoidea                                                |
|  |                                                                |
|  | Acridoidea                                                     |
|  |                                                                |

|  | Pyrgomorphoidea |
|  |                 |
|  | Acridoidea      |
|  |                 |

|  | Pneumoroidea                                                   |
|  |                                                                |
|  | \| \| Pyrgomorphoidea \| \| \| \| \| \| Acridoidea \| \| \| \| |
|  |                                                                |
|  | Pyrgomorphoidea                                                |
|  |                                                                |
|  | Acridoidea                                                     |
|  |                                                                |

|  | Pyrgomorphoidea |
|  |                 |
|  | Acridoidea      |
|  |                 |

|  | Pneumoroidea                                                   |
|  |                                                                |
|  | \| \| Pyrgomorphoidea \| \| \| \| \| \| Acridoidea \| \| \| \| |
|  |                                                                |
|  | Pyrgomorphoidea                                                |
|  |                                                                |
|  | Acridoidea                                                     |
|  |                                                                |

|  | Pyrgomorphoidea |
|  |                 |
|  | Acridoidea      |
|  |                 |

|  | Pneumoroidea                                                   |
|  |                                                                |
|  | \| \| Pyrgomorphoidea \| \| \| \| \| \| Acridoidea \| \| \| \| |
|  |                                                                |
|  | Pyrgomorphoidea                                                |
|  |                                                                |
|  | Acridoidea                                                     |
|  |                                                                |

|  | Pyrgomorphoidea |
|  |                 |
|  | Acridoidea      |
|  |                 |

|  | Pneumoroidea                                                   |
|  |                                                                |
|  | \| \| Pyrgomorphoidea \| \| \| \| \| \| Acridoidea \| \| \| \| |
|  |                                                                |
|  | Pyrgomorphoidea                                                |
|  |                                                                |
|  | Acridoidea                                                     |
|  |                                                                |

|  | Pyrgomorphoidea |
|  |                 |
|  | Acridoidea      |
|  |                 |

|  | Pneumoroidea                                                   |
|  |                                                                |
|  | \| \| Pyrgomorphoidea \| \| \| \| \| \| Acridoidea \| \| \| \| |
|  |                                                                |
|  | Pyrgomorphoidea                                                |
|  |                                                                |
|  | Acridoidea                                                     |
|  |                                                                |

|  | Pyrgomorphoidea |
|  |                 |
|  | Acridoidea      |
|  |                 |

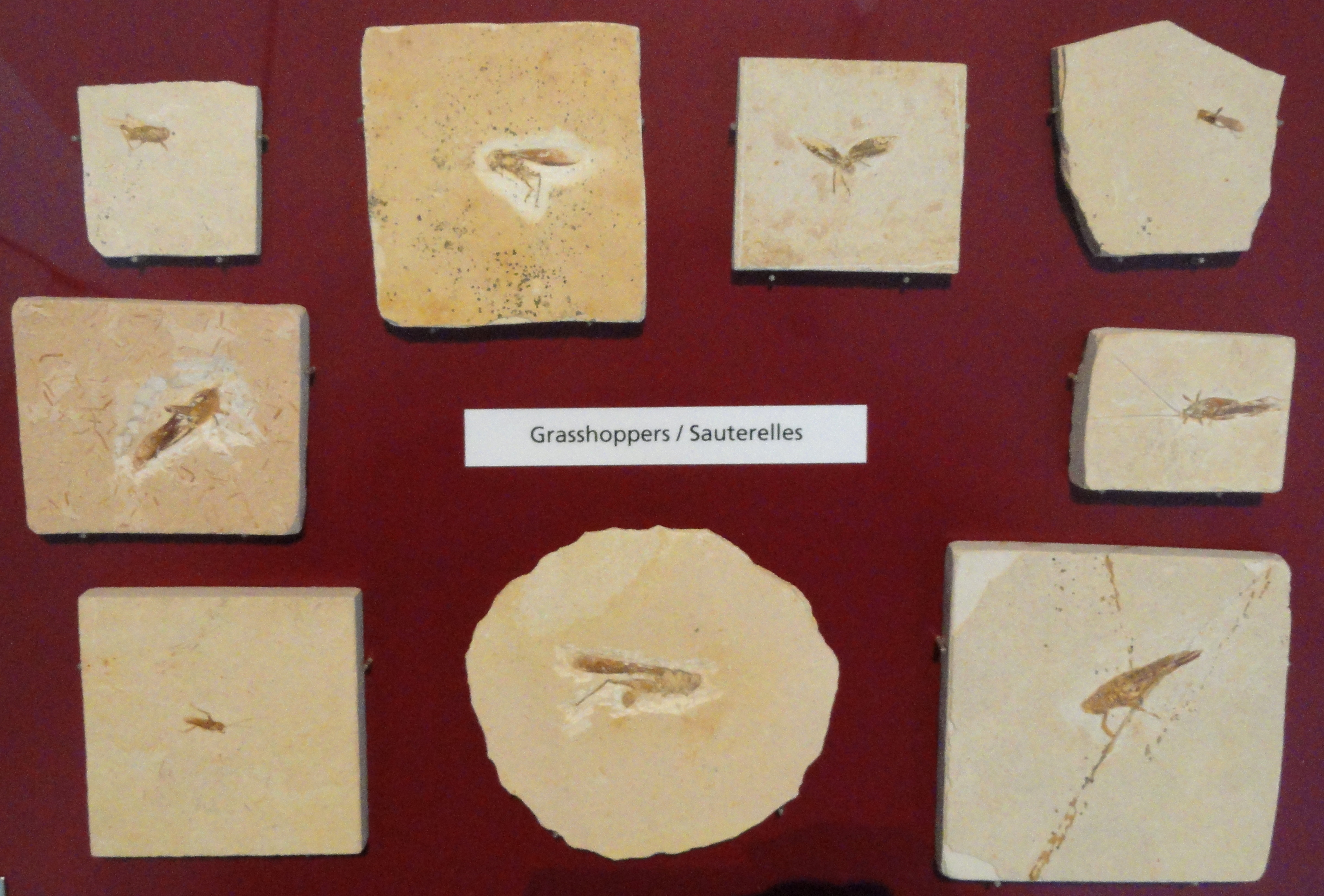
Fósiles de saltamontes en el Royal Ontario Museum.

En términos evolutivos, la separación entre los Caelifera y los Ensifera no es más reciente que el límite entre el Pérmico y el Triásico (véase Extinción masiva del Pérmico-Triásico); los primeros insectos que son ciertamente Caeliferans son los Eolocustopsis del último Pérmico (Changhsingio) del Grupo Beaufort, Sudáfrica y los locustavidae de principios del Triásico, hace aproximadamente 250 millones de años. El grupo se diversificó durante el Triásico y ha seguido siendo un importante comedor de plantas desde entonces hasta la actualidad. Las primeras familias modernas como los Eumastacidae, Tetrigidae y Tridactylidae aparecieron en el Cretácico, aunque algunos insectos que podrían pertenecer a los dos últimos de estos grupos se encuentran en el Jurásico temprano. La clasificación morfológica es difícil porque muchos taxones han convergido hacia un tipo de hábitat común; los taxónomos recientes se han concentrado en los genitales internos, especialmente los del macho. Esta información no está disponible en los especímenes fósiles, y la taxonomía paleontológica se basa principalmente en la venación de las alas posteriores.
Los Caelifera incluyen unos 2.400 géneros válidos y unas 11.000 especies conocidas. Es probable que existan muchas especies no descritas, especialmente en los bosques húmedos tropicales (pluvisilva). Los Caelifera tienen una distribución predominantemente tropical, con menos especies conocidas de zonas templadas, pero la mayoría de las superfamilias tienen representantes en todo el mundo. Son casi exclusivamente herbívoros y probablemente sean el grupo de insectos herbívoros masticadores más antiguo que existe.
La superfamilia más diversa es la Acridoidea, con unas 8.000 especies. Las dos familias principales son los Acrididae (saltamontes y langostas), de distribución mundial, y los Romaleidae (saltamontes gordinflones), que se encuentran principalmente en el Nuevo Mundo. Los Ommexechidae y Tristiridae son sudamericanos, y los Lentulidae, Lithidiidae y Pamphagidae son principalmente africanos. Los Pauliniidae son nocturnos y pueden nadar o patinar sobre el agua, y los Lentulidae no tienen alas. Los Pneumoridae son nativos de África, sobre todo del sur, y se distinguen por el abdomen inflado de los machos.

## Impacto sobre la agricultura
Varias especies, especialmente de la familia Acridoidea, son importantes plagas agrícolas, pero no todas son langostas: un término no taxonómico que se refiere a especies cuyas poblaciones pueden cambiar morfológicamente cuando se aglomeran y muestran comportamiento de enjambre. Ejemplos de plagas de saltamontes agrícolas que no se denominan langostas son el saltamontes senegalés y ciertas especies de los Pyrgomorphidae, en particular el saltamontes variegado (Zonocerus variegatus).
Determinados miembros de Caelifera, tienen impactos significativos en la agricultura a nivel mundial, tanto positivos como negativos, dependiendo del contexto y las especies involucradas. Aunque los saltamontes desempeñan roles ecológicos importantes, su impacto en la agricultura puede ser significativo y perjudicial. Estrategias efectivas de manejo son cruciales para minimizar el daño a los cultivos y mantener prácticas agrícolas sostenibles.
Impactos Negativos
Los saltamontes son consumidores voraces y pueden ingerir grandes cantidades de cultivos como cereales, vegetales y plantas forrajeras. Este comportamiento alimenticio puede llevar a menores rendimientos y pérdidas económicas para los agricultores. Además de los cultivos cultivados, los saltamontes también se alimentan de vegetación natural, afectando la biodiversidad y el equilibrio ecológico en áreas agrícolas. Bajo ciertas condiciones, los saltamontes pueden experimentar explosiones o brotes poblacionales, donde sus números aumentan rápidamente. Estos brotes exacerbados aumentan el daño a los cultivos y pueden requerir medidas costosas de control. Controlar las poblaciones de saltamontes a menudo requiere aplicaciones de pesticidas u otras estrategias de manejo, que pueden ser costosas y tener consecuencias ambientales.
Impactos Positivos
Los saltamontes son una fuente importante de alimento para muchos animales, incluyendo aves, reptiles y mamíferos. Contribuyen a la cadena alimentaria y apoyan la biodiversidad en paisajes agrícolas. En su papel como descomponedores, los saltamontes ayudan a descomponer material vegetal y devolver nutrientes al suelo a través de sus heces. Esto puede mejorar la fertilidad del suelo en campos agrícolas. Aunque no tan significativos como las abejas o mariposas, algunas especies de saltamontes contribuyen a la polinización de ciertas plantas, especialmente en regiones donde escasean otros polinizadores.
Estrategias de Manejo
Para mitigar los impactos negativos de los saltamontes en la agricultura, se emplean diversas estrategias de manejo. El control biológico se basa en introducir enemigos naturales de los saltamontes, como avispas parasitarias u hongos, para reducir sus poblaciones; el control químico utiliza insecticidas para controlar los brotes de saltamontes, aunque este enfoque está siendo menos preferido debido a preocupaciones ambientales y posibles daños a especies no objetivo. Ciertas prácticas culturales tales como la rotación de cultivos, siembra temprana y mantenimiento de una vegetación diversa pueden ayudar a reducir las poblaciones de saltamontes al interrumpir sus ciclos de vida y reducir la disponibilidad de alimentos. El monitoreo regular de las poblaciones de saltamontes ayuda a los agricultores a detectar brotes temprano, permitiendo una intervención oportuna.

## Menciones en la Biblia a plagas de langostas
En la Biblia, especialmente en el Antiguo Testamento, hay varios relatos de plagas o brotes de langostas que se describen como eventos devastadores. 
Plaga de Egipto (Éxodo 10:1-20): durante la época de Moisés, la tierra de Egipto fue golpeada por una serie de diez plagas como castigo por la negativa del faraón a dejar salir a los israelitas. 
La octava plaga de Egipto fueron las langostas. Antes de la plaga, Moisés acudió al faraón y le advirtió de la inminente plaga de langostas. Los funcionarios suplicaron al faraón que permitiera que los israelitas fueran libres, ya que iban a sufrir los efectos devastadores de una plaga de langostas, pero éste aún era renuente a ceder. El orador propuso entonces un compromiso: los hombres israelitas serían autorizados a marcharse, mientras que las mujeres, niños y ganado se quedarían en Egipto. Moisés demandó que cada persona y animal se fuera, pero el faraón se negó. Dios entonces le dijo a Moisés que levantase su vara sobre Egipto y recogió un viento del este. El viento se mantuvo hasta el día siguiente, trayendo un enjambre de langostas. La nube cubrió el cielo, arrojó sombras sobre Egipto y consumió el resto de los cultivos egipcios, acabando con todos los árboles y las plantas. El faraón volvió a pedirle a Moisés que eliminase esta plaga y se comprometió a permitir que todos los israelitas pudiesen adorar a Dios en el desierto. La plaga desapareció, pero de nuevo no permitió a los israelitas salir.
La Biblia describe cómo las langostas llegaron a la tierra en tan grandes cantidades que cubrieron la superficie de la tierra, devorando toda planta y árbol que había escapado de las plagas anteriores de granizo y fuego.
Profecía de Joel (Joel 1:1-7; 2:1-11): el profeta Joel predice una plaga de langostas como un juicio de Dios. Lo describe vívidamente, mostrando cómo la tierra queda arrasada por enjambres de langostas. Joel llama al pueblo al arrepentimiento y a clamar a Dios por misericordia.
Profecía de Amós (Amós 7:1-3): en el libro de Amós, el profeta describe una visión donde Dios le muestra un enjambre de langostas devorando el segundo cultivo después de la cosecha del rey. Amós intercede en nombre del pueblo, y Dios se abstiene de traer esta devastación sobre ellos.
Estos relatos en la Biblia ilustran cómo las langostas eran vistas como una fuerza poderosa y destructiva, frecuentemente asociada con juicio divino o castigo. Destacan la vulnerabilidad de la agricultura ante tales desastres naturales y la dependencia de las sociedades antiguas de condiciones climáticas y agrícolas favorables para la supervivencia. También resaltan temas de arrepentimiento, misericordia y el poder de la oración en tiempos de crisis.